# Dryopteris goldiana
Dryopteris goldiana là một loài thực vật có mạch trong họ Dryopteridaceae. Loài này được (Hook. ex Goldie) A. Gray miêu tả khoa học đầu tiên năm 1848.

## Hình ảnh

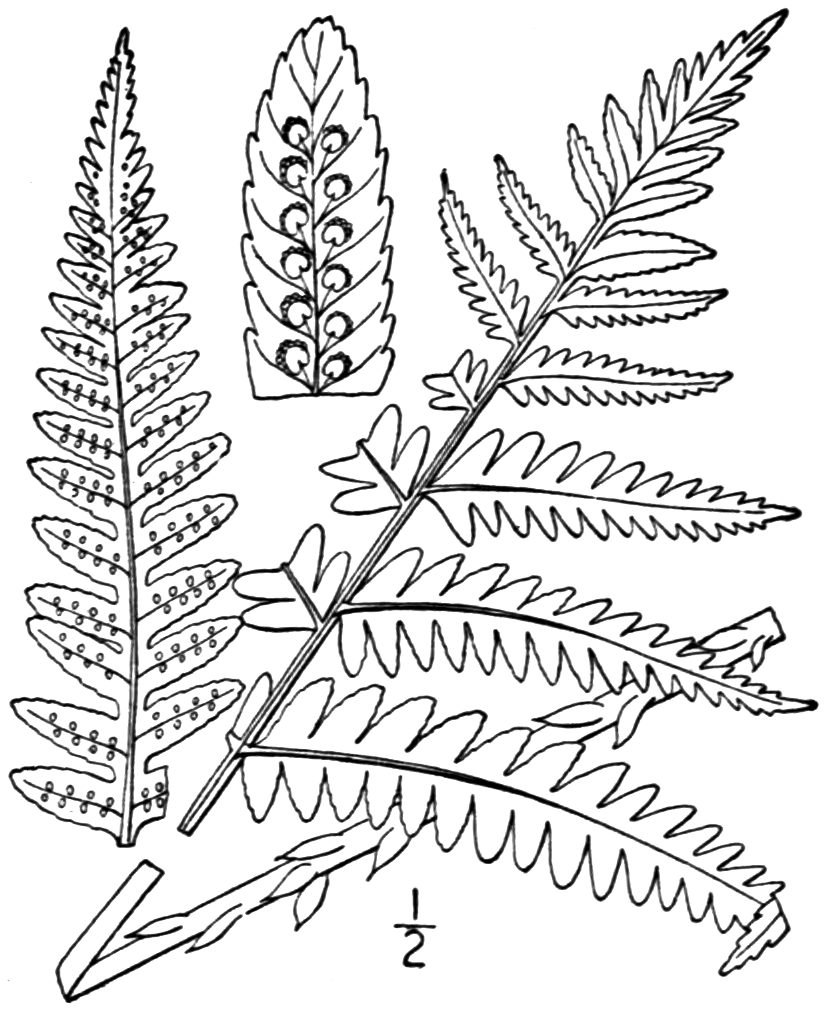
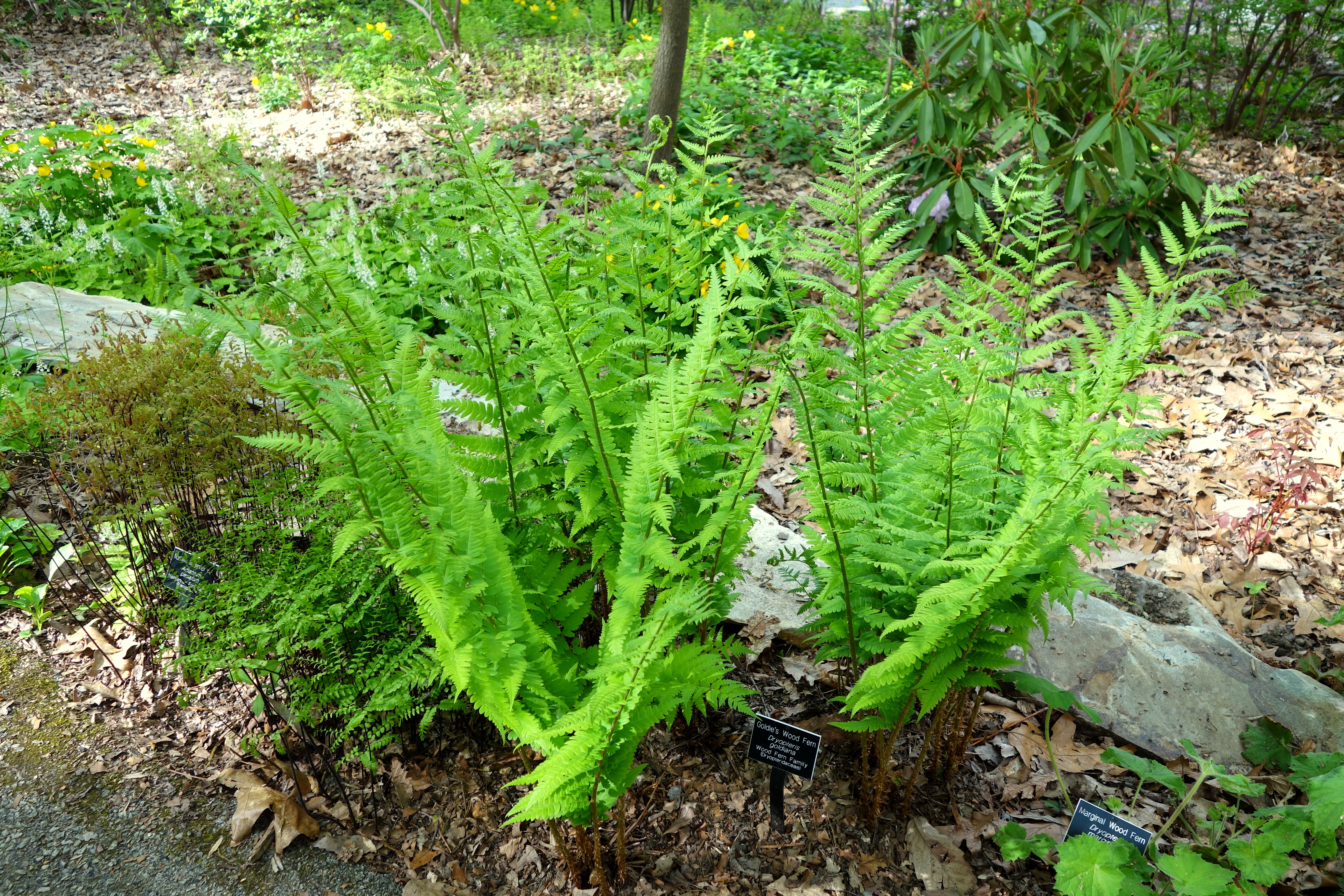